# Roydon (Essex)
Roydon – wieś i civil parish w Anglii, w hrabstwie Essex, w dystrykcie Epping Forest. Leży 31 km na zachód od miasta Chelmsford i 32 km na północ od Londynu. W 2011 roku civil parish liczyła 2828 mieszkańców. Roydon jest wspomniana w Domesday Book (1086) jako Ruindune.